# カリフォルニア大学サンディエゴ校
カリフォルニア大学サンディエゴ校（カリフォルニアだいがくサンディエゴこう、英: University of California, San Diego、UCSD）は、アメリカ合衆国カリフォルニア州サンディエゴ市郊外のラホヤに位置する州立の研究型大学（男女共学総合大学）である。サンディエゴ州立大学（英：San Diego State University、SDSU)や、サンディエゴ大学（英：University of San Diego、 USD）は別の大学である。10校あるカリフォルニア大学システム（UC)のひとつであるこの大学は、UCでは7番目に古い。1960年に世界最大規模にして最古の地球科学と海洋の研究組織である研究機関のスクリップス海洋研究所の近くに設立された。約30,800人の学部生と8,000人の大学院生を受け入れ、200以上の学部および大学院学位プログラムを提供している。

アメリカ東海岸の名門私立大学連盟アイビーリーグと同じ水準の教育を受けることができる公立大学群パブリック・アイビーの一校として名を連ねている。また、USニューズが発行する2020年度のアメリカズ・ベスト・カレジーズ・ガイドブックによるとナショナルユニバーシティとして第37位、全米の州立大学では第10位に番付されており、全米でトップレベルの州立大学である。世界的な評価においては東京大学とほとんど同等である。現在（2022年）までに27人のノーベル賞受賞者を輩出しており、この数は世界の大学の中で第17位、カリフォルニア大学システムの中では第2位である。

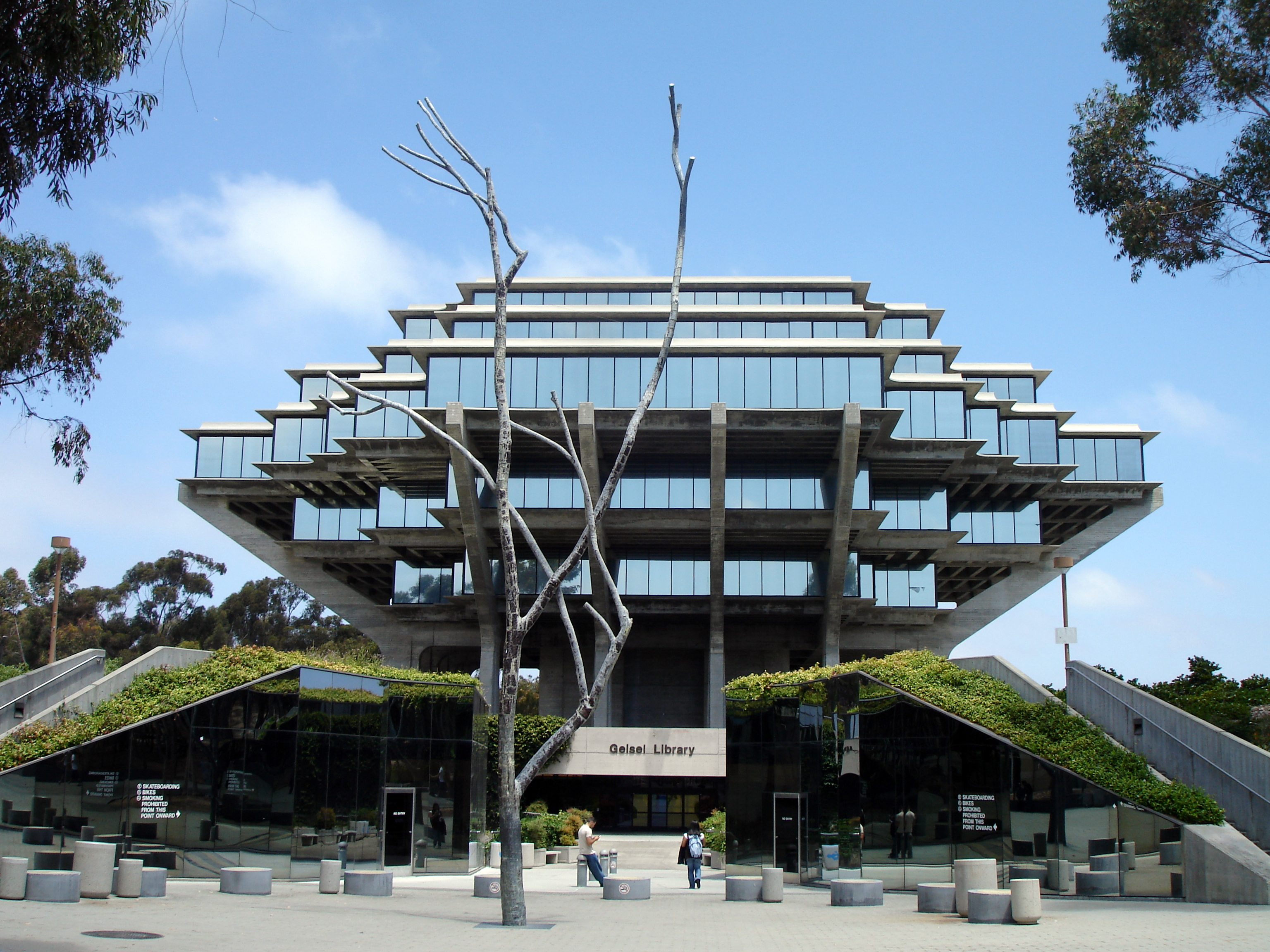
ガイゼル図書館

## 構成

### 学部
UCSDの学部課程では、オックスフォード大学やケンブリッジ大学のようにそれぞれのカレッジに分かれている。それぞれのカレッジがそれぞれのキャンパス、一般教養課程の必要条件、独自の方針を持っている。研究型大学であるUCであるが、学部課程でもかなりの評価を受けている。理系に関しては、国内屈指の実力を持っており、生物工学を始め電気工学、生物化学、コンピューターサイエンス等々多くの学科で、世界的評価を得ている。UCSDの科学分野が群を抜いて強いが、経済学、政治学、国際関係等々も全米で上位10位に入る等、社会科学に関してもアメリカ指折りの大学という面ももっている。

#### 7つのカレッジ
UCSDの学部課程ではカレッジシステムを採用しており、7つのカレッジはそれぞれ独自に、一般教養課程履修における必要条件を設定し、個別の管理部門/管理スタッフをもち、卒業時もカレッジ毎に学位を付与する。7つの大学の方針は次のとおり（創立年月日順）である。
1. ロジャー・リーベル校[注釈 4]は1964年に伝統的で厳格なリベラルアーツを要求するカレッジとして最初に設立された。
2. ジョン・ミューア校[注釈 5]は、1967年に『自給自足、個人の選択の精神』という事で、ロジャー・リーベル校に比べ少し緩めの一般教養課程を持つカレッジとして2番目に設立された。
3. サーグッド・マーシャル校[注釈 6]は、『知識、社会的責任、そして、教養教育は社会における自分の役割の理解を含んでいるという信念』という事を重視する3番目の大学として1970年に創立された。
4. アール・ウォレン校[注釈 7]は、個人の専攻とは関係ない教科をも訓練させる事により、多才的な生徒を生み出す方針を持つ1974年に創立された
5. エリーナー・ルーズベルト校[注釈 8]は、1988年に創立された国際（世界）主義を含み、学際的で西洋から全ての国々を含む異文化を核とした5番目のカレッジ。
6. シクスス校[注釈 9]は、『歴史、哲学と文化、芸術、そしてテクノロジーとの関連性』に目をおく2002年に創立された。
7. セブンスカレッジは、2020年秋に「変化する惑星」をテーマに登録する予定。

#### 主要な部門
- 文学部 (Arts and Humanities)
- 生物科学 (Biological Science)
- 社会科学 (Social Science)
- 自然科学 (Physical Science)

### 大学院及び専門大学院
研究型大学であるため、学部課程に加えて大学院での研究が特に重要視されており各分野での評価は高い。医学、海洋学、工学は勿論、社会学などの分野でも近年は世界的評価を得ている。2005年に新設されたフルタイムのMBAコースは、UCSDのテクノロジーと地域ビジネスを結びつける役割を担うことを期待されている。数多くのノーベル賞受賞者やその他世界的な賞の受賞者を輩出しているというのも特徴の一つである。2003年では経済学の部門で、2人の教授が時系列分析手法の確立を称えてノーベル経済学賞を受賞した。

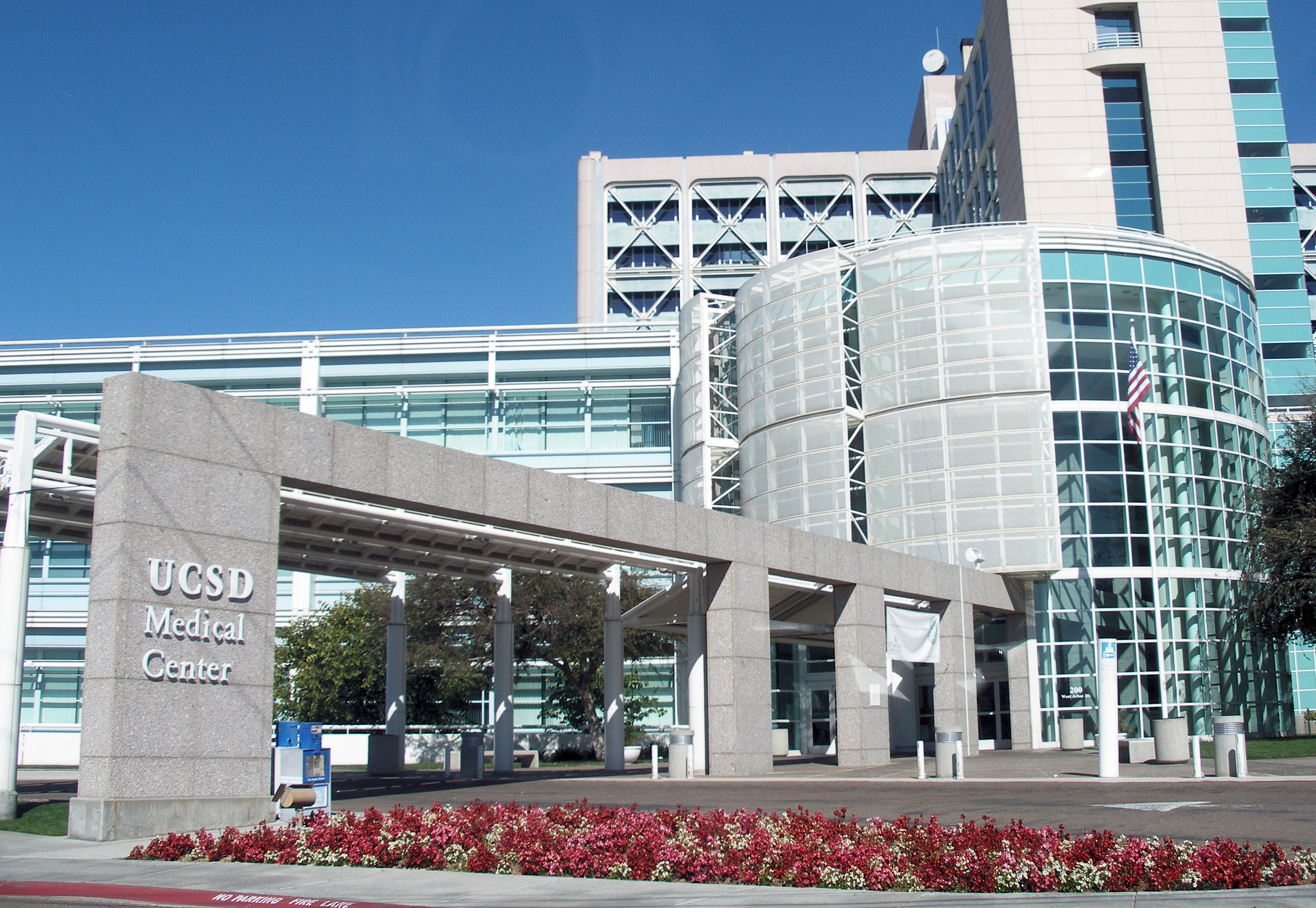
Medical Center Hillcrest

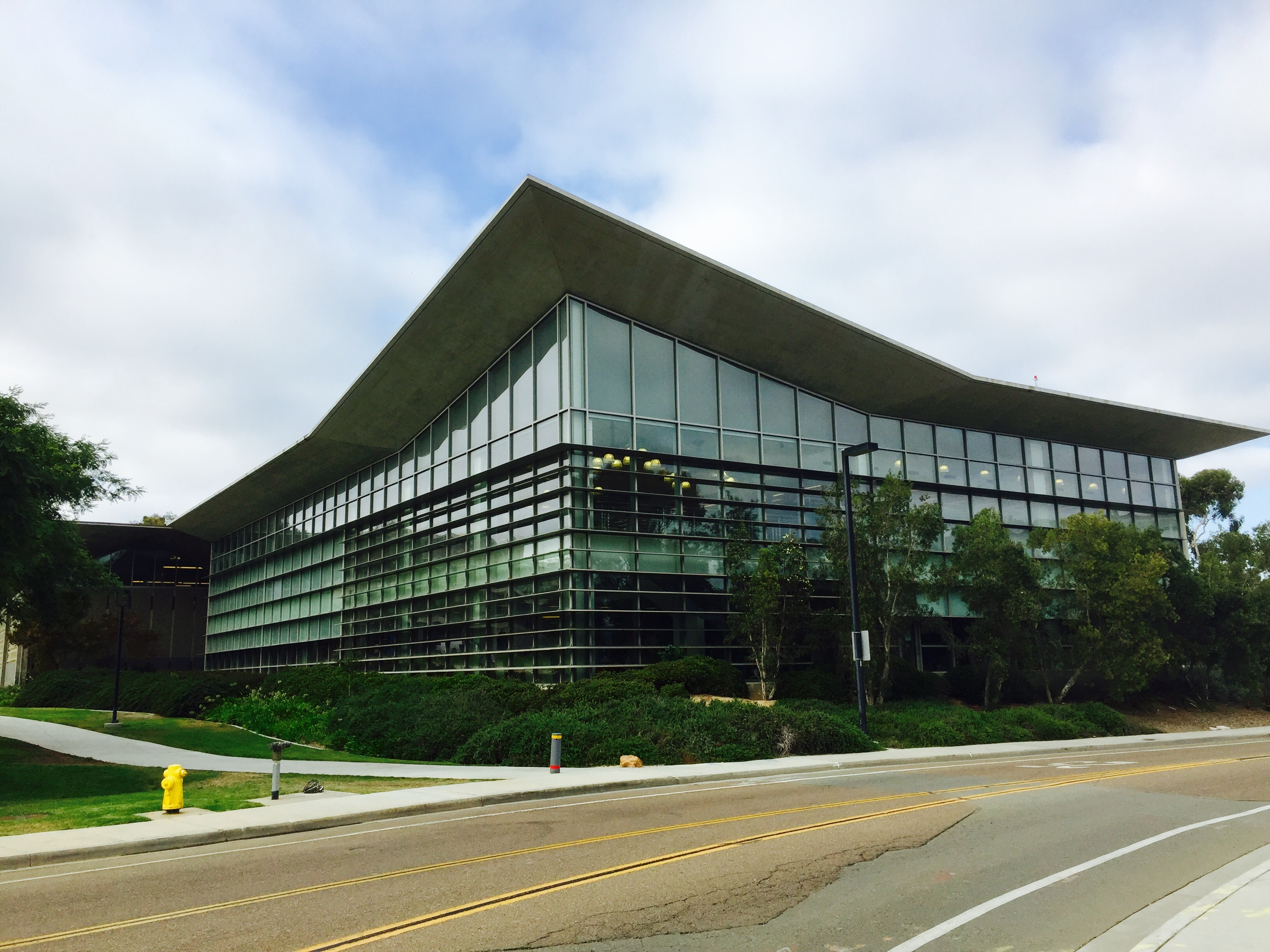
Biomedical Library

- スクール・オブ・グローバル・ポリシー・アンド・ストラテジー[6]
- グラジュエイト・スタディーズ・アンド・リサーチ[7]
- ジェイコブ・スクール・オブ・エンジニアリング[8]
- レイディー・スクール・オブ・マネジメント[9]Rady School of Management
- スクール・オブ・メディシン[10]

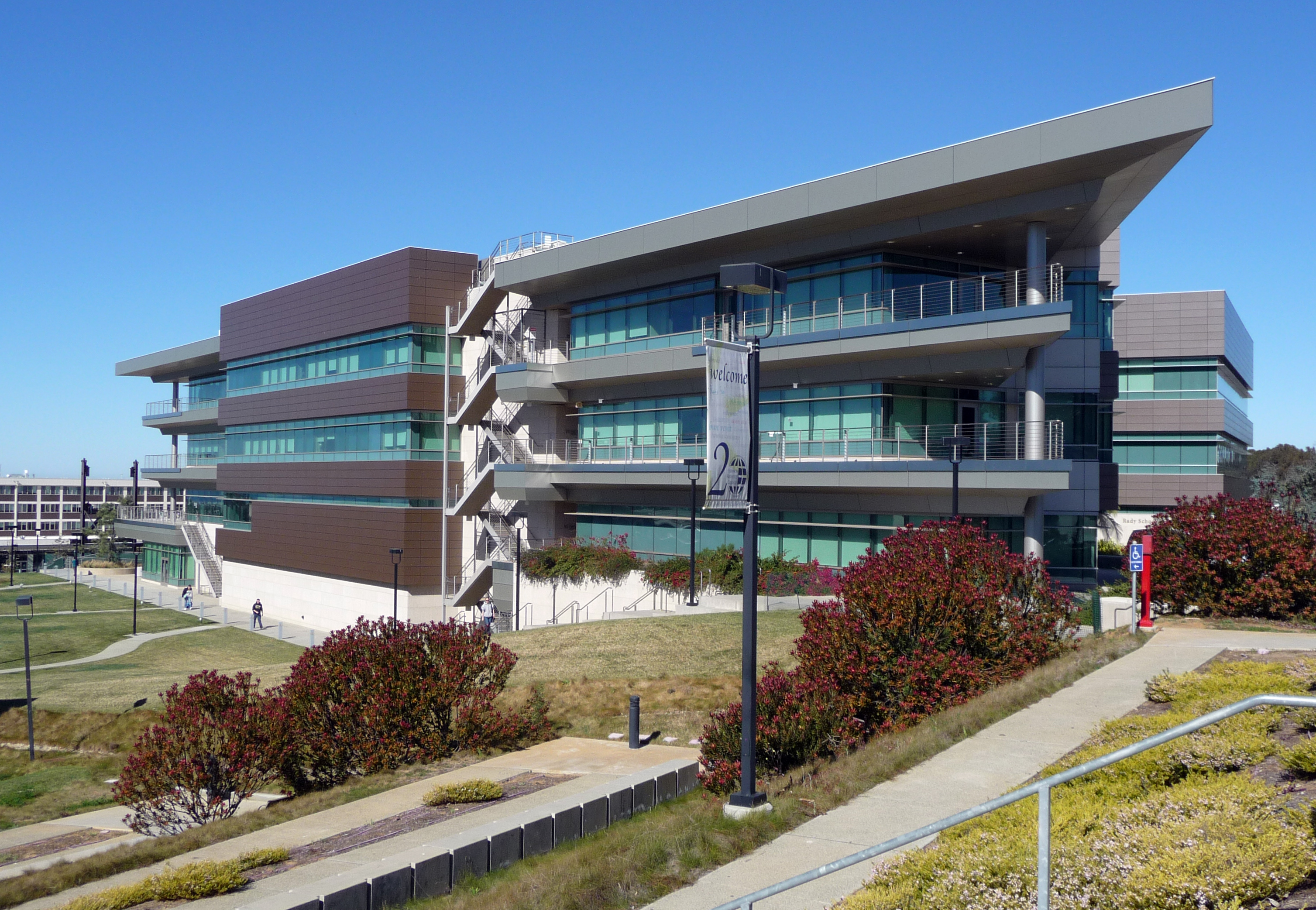
Rady School of Management

- スカッグス・スクール・オブ・ファーマシー・アンド・ファーマキューシャル・サイエンシーズ[11]

### 研究
同校の2007年から2008年の研究費は7億9800万ドルにのぼる。アメリカ国立科学財団の発表によると、カリフォルニア大学内で1位、アメリカ合衆国内で6位の研究費支出である。

### 研究所
- スクリップス・インスティテューション・オブ・オーシャノグラフィ
- サンディエゴ・スーパーコンピュータ・センター
- カリフォルニア通信情報技術研究所[注釈 10][14]

## 入学と費用

### 入学

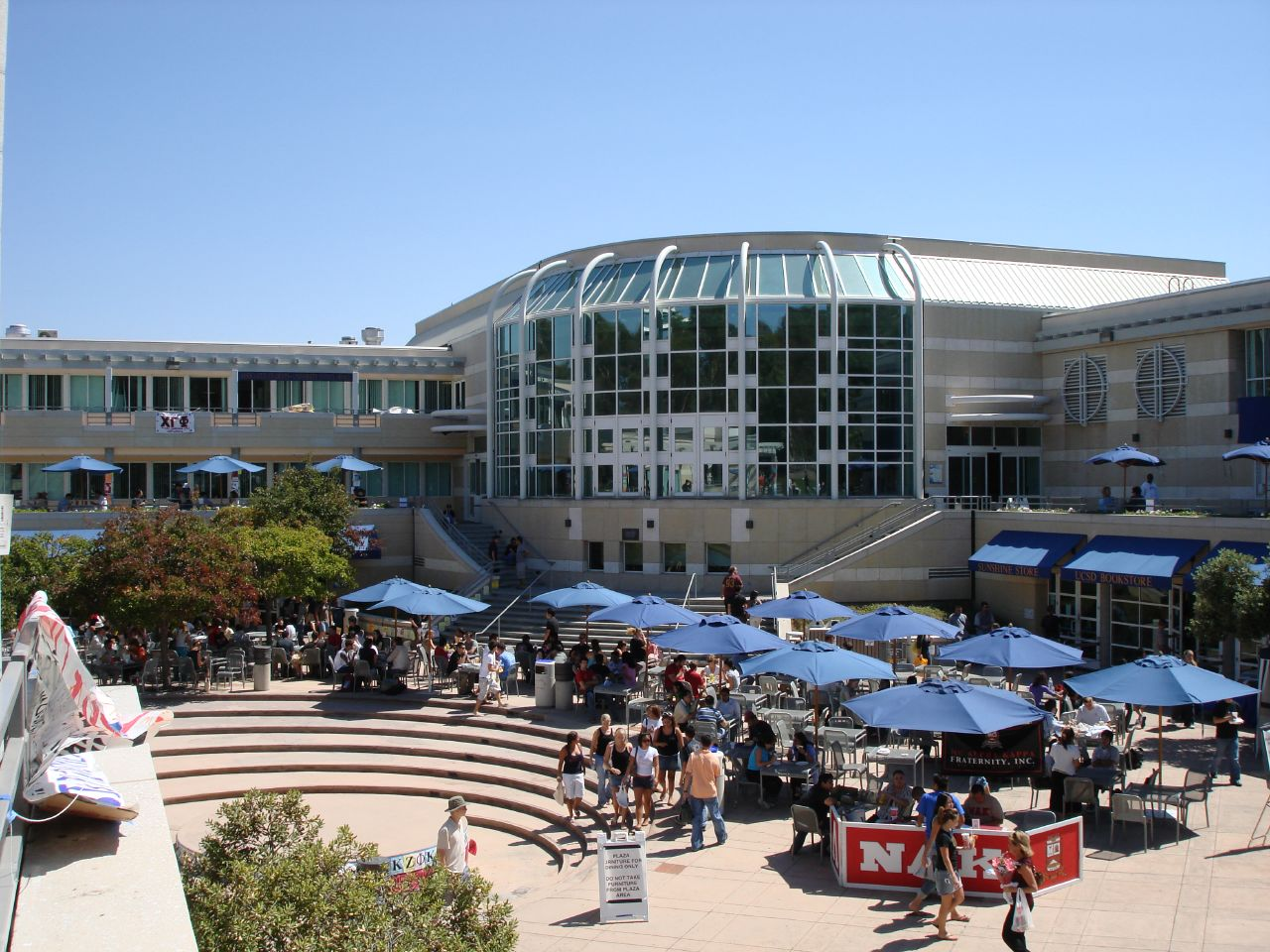

西海岸では同じカリフォルニア大学システムのカリフォルニア大学バークレー校やカリフォルニア大学ロサンゼルス校（UCLA）とともに最も人気のある大学の一つである。2018年度の出願者数は新入生とトランスファーを合わせて 118,372人で、カリフォルニア大学群の内ではカリフォルニア大学ロサンゼルス校（UCLA）に次いで2番目に多い出願者数である。これらの118,372件の出願のうち、97,899件は、新入生からの出願で、2018年秋の合格者は29,577人で、合格率としては30.2%である。
USニューズ社が発行する大学ガイドによると、ハーバード大学やプリンストン大学などのアイヴィー・リーグ校やスタンフォード大学、マサチューセッツ工科大学（MIT）などの名門私立校、名門州立校のカリフォルニア大学バークレー校、カリフォルニア大学ロサンゼルス校(UCLA)などと並び入学難易度は最難関である「Most Selective」と位置づけられている。UCSDに2019年に入学が認められた学生のうち中間の50%の学生のデータを見ると、GPAは4.03から4.28、SATのレンジは1320-1510、ACTのレンジは28-34であった。入学を許可された新入生のうち、99%が高校での上位トップ10%の成績を修めていた。

### 費用（学費）

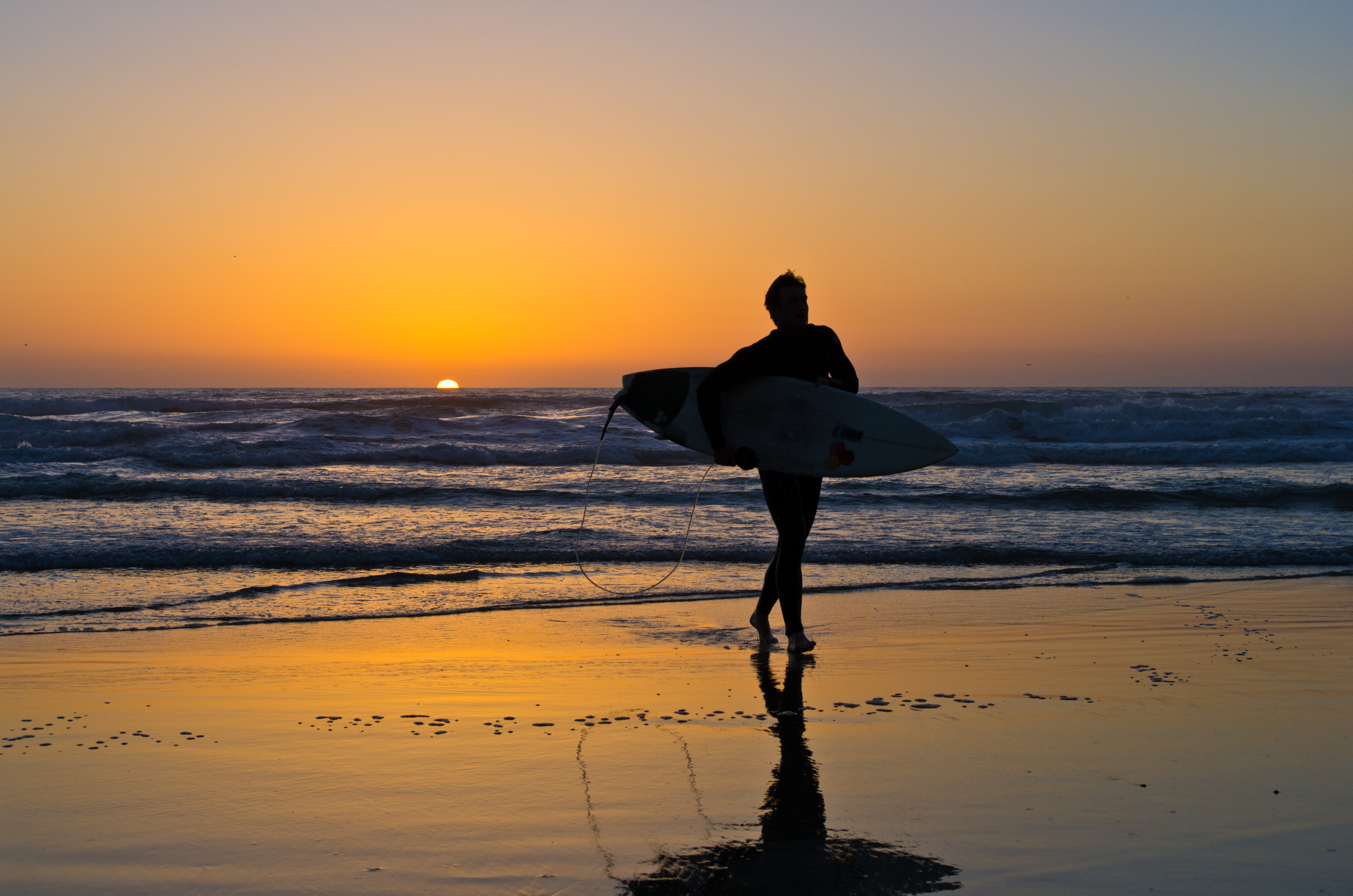
近くにはBlack's beachがある

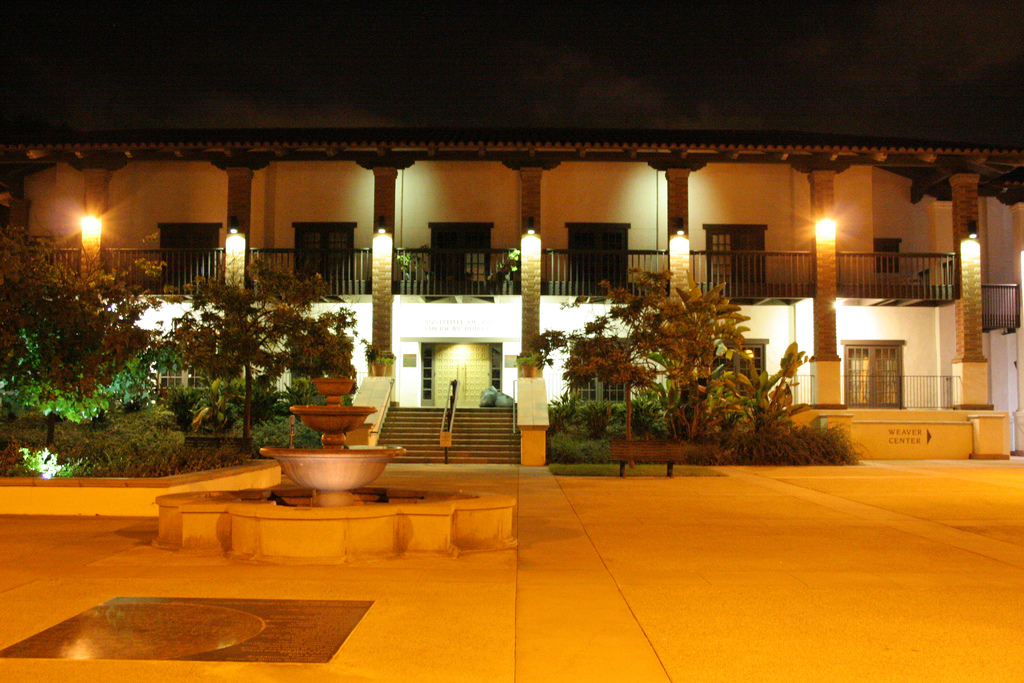

カリフォルニア大学群の学費は年々増加傾向にある。特に留学生を含む州外生は、州内生の約3倍の授業料を支払わなければならない（州民ではないので、州税を支払っていない）ため、私立大学とあまり変わらないコストとなる。
州民の年間学費の目安 (1米ドル=110円計算)
- カリフォルニア州民授業料　14,480米ドル (約1,614,900円)
- 本代・必要品　1,450米ドル（約159,500円）
- 健康保険代　2,085米ドル（約229,350円）
- 個人交通費　2,370米ドル（約260,700円）
- 寮費（食事込み） 14,680米ドル (約1,614,800円)
- 計　35,265米ドル（約3,879,200円）

州民以外の年間学費の目安 (1米ドル=110円計算)
- 他州住民授業料追加分（留学生も含む）　29,754米ドル (約3,272,940円)
- その他、本代・必要品、健康保険代、個人交通費、寮費、などは州民と同額
- 計　65,000米ドル（約7,152,000円）

## 図書館
UCSD には図書館が計10館あり、右画像の大学内で目玉となる有名なガイゼル図書館が本部図書館となっている。UCSD の蔵書数は10館合計で総数約310万冊にもなる。  ガイゼル図書館は、その特異な形から"space ship"（宇宙船）とよばれている。

## 名声と番付

### 主要世界大学番付
- CWUR 世界大学ランキング (総合) : 第20位 (2019年)[15]
- U.S. News 世界大学ランキング (総合）:第17位 (2019年)[16]
- QS 世界大学ランキング (総合) :第41位 (2019年)[17]
- タイムズ世界大学ランキング（総合）：第30位(2019年)[18]
- タイムズ世界大学ランキング（社会科学）:第35位(2019年)[19]
- タイムズ世界大学ランキング (生物科学) :第13位(2019年)[20]
- タイムズ世界大学ランキング (自然科学) :第25位(2019年)[21]
- タイムズ世界大学ランキング (商学, 経済) :第30位(2019年)[22]
- タイムズ世界大学ランキング (情報科学/工学) :第35位(2019年)[23]
- タイムズ世界大学ランキング (医学) :第20位(2019年)[24]
- タイムズ世界大学ランキング (芸術/人文科学) :第57位(2019年)[25]
- タイムズ世界大学ランキング (教育) :第51位　(2019年)[26]
- タイムズ世界大学ランキング (心理学) :第31位　(2019年)[27]
- 上海交通電気大学ランキング：第12位(2008年)[28]
- ニューズウィーク世界大学ランキング：第23位(2006年)[29]

### USニューズ世界大学番付
- US NEWS Best Global Universities 2015- Best Global Universities Rankings（世界大学総合ランキング）: 第18位(2015年度)[30]

### USニュース学部課程番付
- US NEWS Best Colleges 2015- National Universities Rankings（全米大学総合ランキング）: 第37位(2015年度)[31]
- US NEWS Best Colleges 2015- Top Public Schools（全米州立大学ランキング）: 第8位(2015年度)[32]

### USニュース主要大学院番付
- 生物医学/生物工学部：第2位[33]
- 神経科学/神経生物学：第7位[33]
- 物理学部：第14位[33]
- 生物物理／構成生物学部：第10位[34]
- 化学部：第21位[33]
- 生物化学：第9位[35]
- 生物学部：第15位[33]
- 薬学：第32位[33]
- 工学部：第12位[34]
- コンピューター工学：第14位[33]
- 数学部：第20位[33]
- 経済学部：第10位[36]
- 歴史学部：第32位[37]
- 政治学部：第7位[33]
- 心理学部：第17位[33]
- 社会学部：第31位[33]
- 英語学部：第39位[38]
- 美術：第15位[33]

### 専門大学院
- 医科大学院：第14位[39]

### その他の番付
- ジ・ワシントン・マンスリー・カレッジ・ランキングス[注釈 12]：第1位(2010年)[40]
- ジ・グラハム-ダイアモンド米国大学ランキング：第8位[41]
- ヒューマン・リソーシーズ・アンド・レイバー・レビュー世界大学ランキング：第16位(2010)[42]
- キプリンジャーズ・ベスト・バリュー・イン・パブリック・カレジーズ[注釈 13]：第12位(2010)[43]

## 著名な人々

### 教授
- シドニー・ブレナー（ノーベル生理学・医学賞受賞者）
- ジェフリー・バービッジ（天文物理学者）
- マーガレット・バービッジ（宇宙物理理学者）
- フランシス・クリック（ノーベル生理学・医学賞受賞者）
- ポール・J ・クラッツェン（ノーベル化学賞受賞者）
- レナード・デュルベッコ（ノーベル生理学・医学賞受賞者）
- ロバート・F・エングル（ノーベル経済学賞受賞者）
- ロナルド・M・エヴァンズ（ラスカー賞受賞者）
- ジル・フォコニエ（認知科学者）
- Y・C・ファン（生物工学の生みの親）
- マリア・ゲッパート・メイヤー（ノーベル物理学賞受賞者）
- クライヴ・グレンジャー（ノーベル経済学賞受賞者）
- エドウィン・ハッチンズ（マッカーサー財団賞受賞者）
- アラン・カプロー（芸術家）
- ロナルド・ラネカー（認知言語学創設者）
- ジョージ・ルイス（マッカーサー財団賞受賞者、音楽家）
- アーレンド・レイプハルト（政治学者）
- ヘルベルト・マルクーゼ（哲学者）
- ハリー・マーコウィッツ（ノーベル経済学賞受賞者）
- マリオ・J・モリーナ（ノーベル化学賞受賞者）
- ジョージ・エミル・パレード（ノーベル生理学・医学賞受賞者）
- ヴィラヤヌル・S・ラマチャンドラン（心理学・神経科学者）
- ロジャー・レイノルズ（ピュリッツァー賞受賞者、作曲家）
- サリー・ライド（元宇宙飛行士）
- ハロルド・ユーリー（ノーベル化学賞受賞者）
- ハーバート・ヨーク（エンリコフェルミ賞受賞者）
- エフィム・ゼルマノフ（フィールズ賞受賞者）
- ハヤ・チェルノヴィン（作曲家、クラーニヒシュタイン音楽賞受賞者）
- 星岳雄（経済学者）
- デュイグ・クズム（工学者）

### 卒業生
- ウォルター・ムンク（海洋物理学者）
- ブライアン・ドラッカー（腫瘍学者）
- バド・トリブル（Apple副社長）
- ニック・ウッドマン (GoPro 創業者 CEO)
- ロバート・ペラ (Ubiquiti Networks 創業者 CEO, NBA メンフィス・グリズリーズ　オーナー)

- フィリップ・ローズデール（Second Life制作者）
- ガレット・グルーナー（Alta Partners設立者）
- グレッグ・パパドポロス（サン・マイクロシステムズCTO）
- マイケル・ロバートソン (MP3.comCEO)
- ビル・アトキンソン（Lisa開発者）
- ベニチオ・デル・トロ（俳優）
- リカルド・アントニオ・チャビラ（俳優）
- マイク・ジャッジ（俳優、プロデューサー）
- ハート・ボックナー（俳優）
- レックス・ピケット（サイドウェイの著者）
- デビッド・ゴーデル（生化学者）
- ジョン・クレイグ・ヴェンター（分子生物学者、実業家）
- キム・スタンリー・ロビンソン（作家）
- カーレド・ホッセイニ（小説家、医師）
- グレゴリー・ベンフォード（小説家）
- デイヴィッド・ブリン（小説家）
- レイモンド・E・フィースト（ファンタジー作家）
- ナンシー・ホールダー（作家）
- ディリープ・ラオ（俳優）
- K・メーガン・マッカーサー（宇宙飛行士）
- ヴァーナー・ヴィンジ（数学者・計算機科学者）
- ヴ・ニャット・タン (ベトナムの作曲家)
- 利根川進（ノーベル生理学・医学賞受賞者）
- 沖本竜義（経済学者）
- 有道出人（人権活動家）
- 大滝令嗣（経営コンサルタント）
- 阿部博一（元プロサッカー選手）
- マイロ・オーカーマン（パンクロックバンドDescendentsのボーカル・生化学者）
- 松田弘貴（ベンチャーキャピタリスト, Kauffman Fellows Class 26）